# Jerzy Dominik Lubomirski

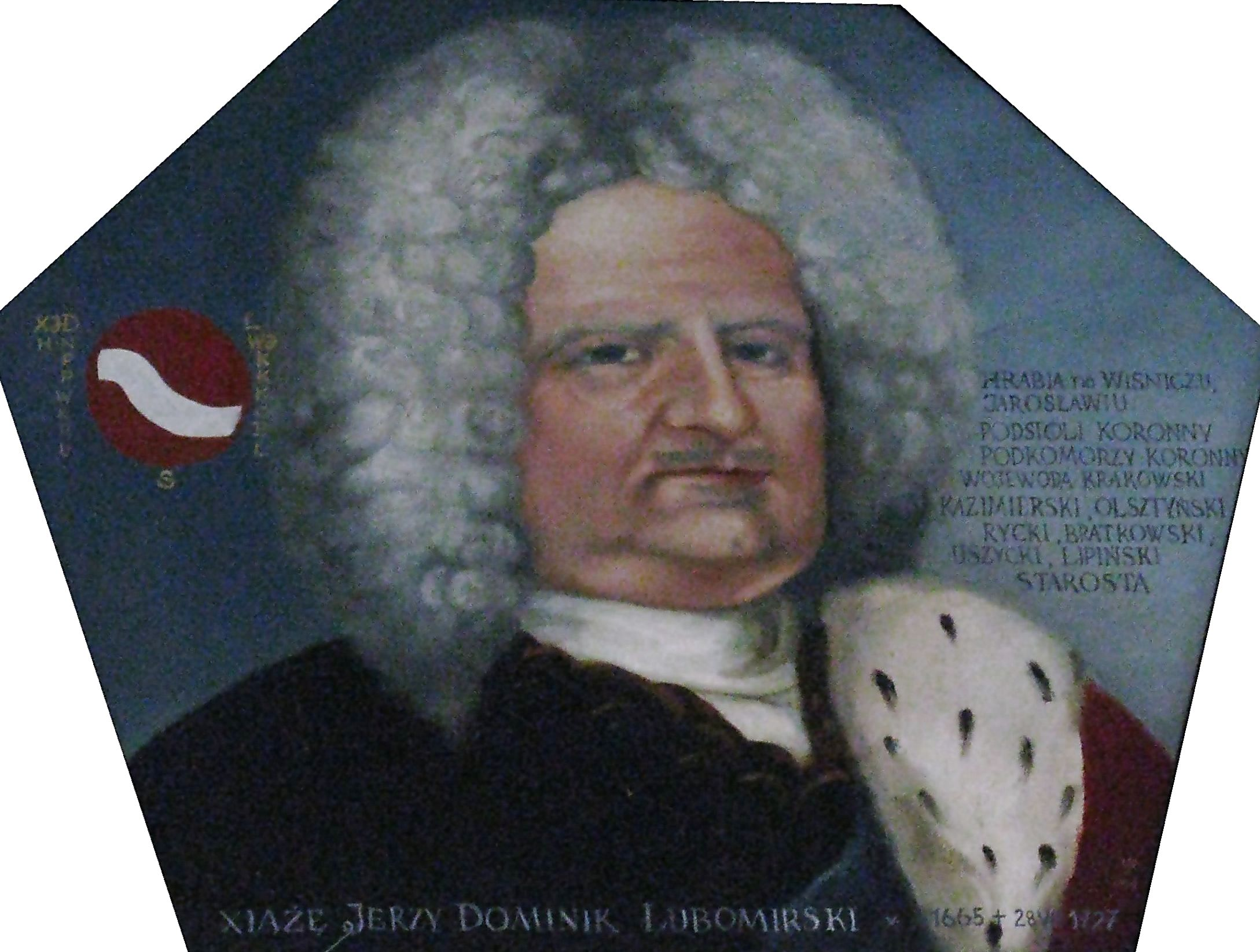

Jerzy Dominik Lubomirski (* 1654 (?); † 1727) war polnischer Kronoberkämmerer.
Er gehörte einem polnischen Magnatengeschlecht an, das besonders im 16. Jahrhundert Bedeutung erlangt hatte.
Bekannt wurde er hauptsächlich durch seine erste Ehefrau, Ursula Katharina von Altenbockum, die spätere Mätresse des sächsischen Kurfürsten August des Starken. 
Nach dem Tod des polnischen Königs Johann III. Sobieski und während der Königswahl stand Jerzy Dominicus zunächst auf der Seite der französischen Conti-Partei. Später wechselte er auf die Seite Friedrich Augusts.
Lubomirski war Erzschatzmeister und seit 1726 Wojwode von Krakau.
| Personendaten    | Personendaten               |
| ---------------- | --------------------------- |
| NAME             | Lubomirski, Jerzy Dominik   |
| KURZBESCHREIBUNG | polnischer Kronoberkämmerer |
| GEBURTSDATUM     | um 1654                     |
| STERBEDATUM      | 1727                        |